# Upper Boat Studios
L’Upper Boat Studios est un complexe de studios de télévision gérés par BBC Wales et basé à Upper Boat, un village situé à la périphérie de Pontypridd au pays de Galles. Les studios ont été inaugurés le 27 juillet 2006 pour le lancement d'une nouvelle saison de la série Doctor Who et ses séries dérivées.

## Productions basées aux Upper Boat Studios

### Doctor Whoet séries dérivées
- Doctor Who (2006- )
- Doctor Who Confidential (2006- )
- The Sarah Jane Adventures (2006-2010)
- Torchwood (2006-2008)
- Torchwood Declassified (2006-2008)
- Totally Doctor Who (2007)
- Sarah Jane's Alien Files (2010)

### Autres séries
- Sherlock (2009- )
- Maîtres et Valets (2010) (Upstairs, Downstairs) (2010- )